# Phi Ursae Majoris
Phi Ursae Majoris (30 Ursae Majoris) é uma estrela na direção da constelação de Ursa Major. Possui uma ascensão reta de 09h 52m 06.36s e uma declinação de +54° 03′ 51.4″. Sua magnitude aparente é igual a 4.55. Considerando sua distância de 436 anos-luz em relação à Terra, sua magnitude absoluta é igual a −1.08. Pertence à classe espectral A3IV.